# Герой праці Російської Федерації
Це стаття про державну нагороду Російської Федерації. Про звання СРСР див.: Герой Праці.
Звання Героя Праці Російської Федерації (рос. звание Героя Труда Российской Федерации) — державна нагорода, одне з двох вищих звань Російської Федерації (поряд із званням Героя Російської Федерації).
Звання надається громадянам Російської Федерації за особливі трудові заслуги перед державою і народом, пов'язані з досягненням визначних результатів у державній, громадській та господарській діяльності, спрямованої на забезпечення благополуччя і процвітання Росії.
Герою Праці Російської Федерації вручається знак особливої відзнаки — золота медаль «Герой Праці Російської Федерації».

## Історія нагороди
29 березня 2013 року указом Президента Російської Федерації В. В. Путіна було встановлено нове вище звання Росії — звання Героя Праці Російської Федерації.
Відродження в Росії звання Героя Праці зазнало критики з боку опозиційної громадськості.